# Палумбо, Мартин
Мартин Ньётен Палумбо (норв. Martin Njøten Palumbo; родился 5 марта 2002) — норвежский футболист, полузащитник итальянского клуба «Удинезе», выступающий на правах аренды за «Ювентус».

## Клубная карьера
С 2011 года выступал в молодёжных командах итальянского клуба «Удинезе». 2 августа 2020 года Мартин дебютировал в основном составе «бело-чёрных» в матче последнего тура итальянской Серии A против «Сассуоло». Спустя пять дней он продлил свой контракт с «Удинезе» до 2025 года.
В октябре 2020 года был признан «самым малооплачиваемым игроком итальянской Серии A»: его зарплата составляла 40 тысяч евро за сезон.

## Карьера в сборной
В 2019 года дебютировал за сборную Норвегии до 17 лет. В том же году провёл два матча за сборную Италии до 18 лет. В 2020 году сыграл за сборную Норвегии до 18 лет.

## Личная жизнь
Родился в Норвегии в семье итальянца и норвежки, в возрасте 3 лет переехал в Италию.